# Majka Szczepańska-Pogoda

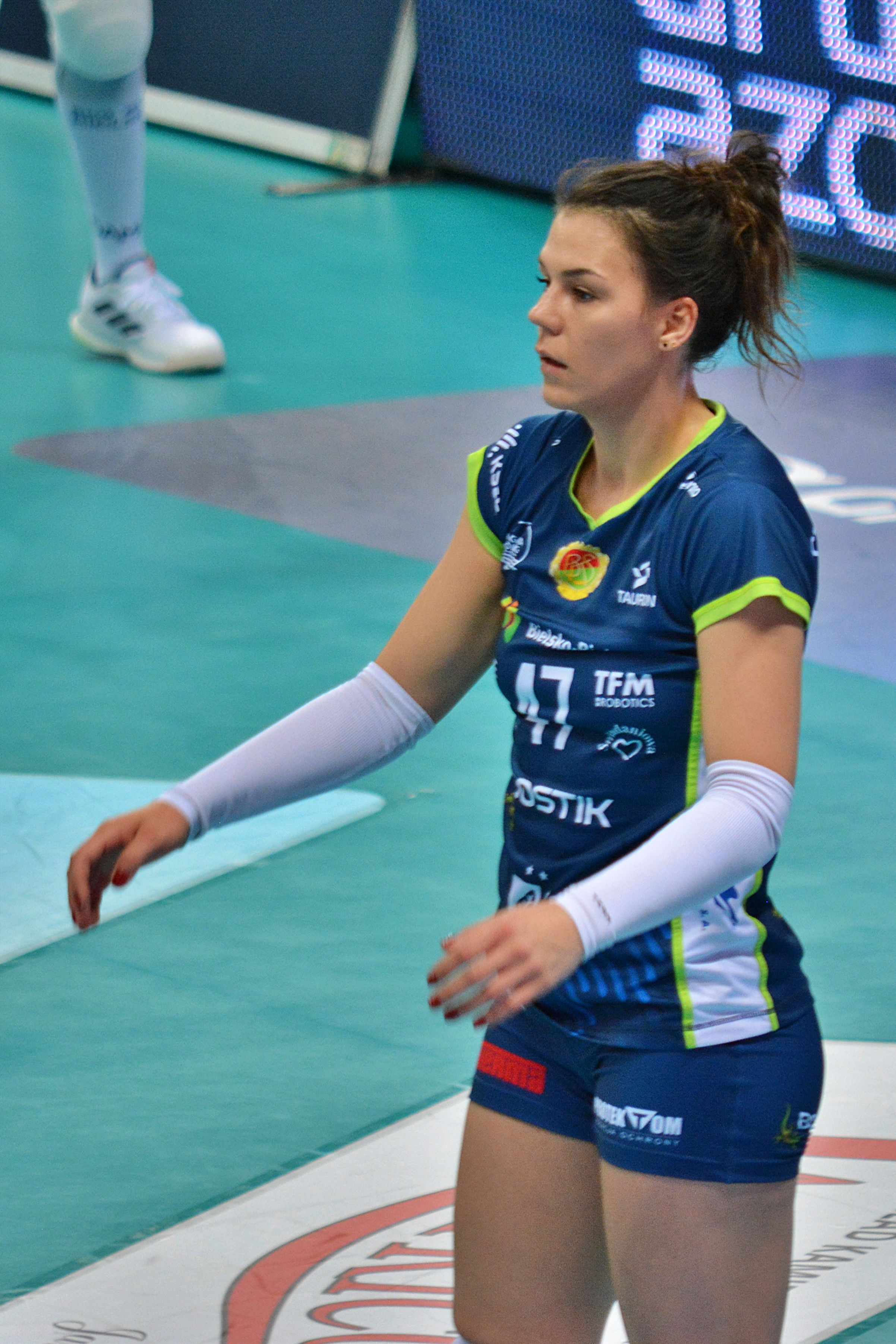
Majka Szczepańska-Pogoda zawodniczką BKS-u Bostik Bielsko-Biała w sezonie 2023/2024

Majka Szczepańska-Pogoda (ur. 24 kwietnia 1995 w Rudzie Śląskiej) – polska siatkarka, grająca na pozycji atakującej.
W sezonie 2020/2021 wzięła urlop macierzyński. Ma synka o imieniu Jan.
Po sezonie 2023/2024 podjęła decyzję o zakończeniu siatkarskiej kariery.

## Przebieg kariery
| Lata                      | Klub                               |                   |                   |                   |                   |                   |                   |                   |                   |                   |
| Kariera juniorska         | Kariera juniorska                  | Kariera juniorska | Kariera juniorska | Kariera juniorska | Kariera juniorska | Kariera juniorska | Kariera juniorska | Kariera juniorska | Kariera juniorska | Kariera juniorska |
| ------------------------- | ---------------------------------- | ----------------- | ----------------- | ----------------- | ----------------- | ----------------- | ----------------- | ----------------- | ----------------- | ----------------- |
| 2011–2014                 | Silesia Volley I Mysłowice/Chorzów |                   |                   |                   |                   |                   |                   |                   |                   |                   |
| Kariera seniorska         |                                    |                   |                   |                   |                   |                   |                   |                   |                   |                   |
| 2013–2016                 | Silesia Volley I Mysłowice/Chorzów |                   |                   |                   |                   |                   |                   |                   |                   |                   |
| 2016–2017                 | AZS Politechnika Śląska Gliwice    |                   |                   |                   |                   |                   |                   |                   |                   |                   |
| 2017–2020                 | E.Leclerc Radomka Radom            |                   |                   |                   |                   |                   |                   |                   |                   |                   |
| 2021–2022 (od 01.10.2021) | Polskie Przetwory Pałac Bydgoszcz  |                   |                   |                   |                   |                   |                   |                   |                   |                   |
| 2022–2024                 | BKS Bostik Bielsko-Biała           |                   |                   |                   |                   |                   |                   |                   |                   |                   |

## Sukcesy klubowe

### młodzieżowe
Mistrzostwa Polski Juniorek:
- 2013

### seniorskie
Puchar Polski:
- 2024[7]

Tauron Liga:
- 2024[8]

## Nagrody indywidualne
- 2013: Najlepsza zagrywająca Mistrzostw Polski Juniorek